# The Art of Romance
The Art of Romance è un album in studio del cantante statunitense Tony Bennett, pubblicato nel 2004.
Il disco è stato premiato nell'ambito dei Grammy Awards 2006 come "miglior album pop vocale tradizionale".

## Tracce
1. Close Enough for Love (Johnny Mandel, Paul Williams) – 4:28
2. All in Fun (Oscar Hammerstein II, Jerome Kern) – 4:08
3. Where Do You Start (Alan Bergman, Marilyn Bergman, Mandel) – 3:42
4. Little Did I Dream (Dave Frishberg, Mandel) – 3:45
5. I Remember You (Johnny Mercer, Victor Schertzinger) – 5:06
6. Time to Smile (Geoffery Clarkson, Mercer) – 3:24
7. All for You (Tony Bennett, Django Reinhardt) – 4:35
8. The Best Man (Roy Alfred, Fred Wise) – 2:52
9. Don't Like Goodbyes (Harold Arlen, Truman Capote) – 4:15
10. Being Alive (Stephen Sondheim) – 3:52
11. Gone with the Wind (Herbert Magidson, Allie Wrubel) – 4:16